# ابراهیم اطفیش
ابواسحاق ابراهیم اَطَّفَیِّش (۱۸۸۸م-۱۹۶۵م) ادیب الجزایری و عالِم اباضی بود. فقه، نحو و تفسیر خواند. در جامع زیتونه نیز در دانش آموخت. در جنبش‌های ملّی شرکت داشت، فرانسویان او را تبعید کردند. به قاهره رفت (۱۹۲۳) و مجلهٔ المنهاج را نشر داد، چندین کتاب نیز دربارهٔ عالمان اباضی نگاشت. مرجع فتوای اباضی شد. 

## آثار
- الدعایة الی سبیل المؤمنین
- تاریخ الإباضیه